# ریچارد بورچردز
ریچارد بورچردز (انگلیسی: Richard Borcherds؛ زادهٔ ۲۹ نوامبر ۱۹۵۹ یک ریاضیدان انگلیسی-آمریکایی است که در حال حاضر در زمینهٔ نظریه میدان کوانتومی کار می‌کند. او به خاطر کارهایش در نظریه شبکه‌ها، نظریه اعداد، نظریه گروه‌ها و جبرهای بعدی نامحدود شناخته شده‌است
ریچارد بورچردز مدال فیلدز در سال ۱۹۹۸ را به‌خاطر فعالیت‌هایش در این زمینه‌ها دریافت کرده‌است.